# Ten'ō
Ten'ō (天応?) fue el nombre de una era japonesa (年号 nengō?) posterior a Hōki y anterior a Enryaku. abarcó los años de 781 y 782. El emperador reinante fue Kōnin-tennō (光仁天皇?).

## Cambio de era
- Ten'ō gannen (天応元年?); 781): La era comenzó el Hōki  12,  en el primer mes del primer día del año 781.[2]

## Eventos de la eraTen'ō
- Ten'ō 1, tercer día del duodécimo mes (天応元年, 781: En el undécimo año del reinado del Emperador Kōnin el emperador abdicó, por lo que su hijo recibió la sucesión.[3]